# Coelioxys aurifrons
Coelioxys aurifrons är en biart som beskrevs av Smith 1854. Coelioxys aurifrons ingår i släktet kägelbin, och familjen buksamlarbin. Inga underarter finns listade i Catalogue of Life.